# 通脉丹
通脉丹（学名：Tylophora mollissima）是夹竹桃科娃儿藤属的植物。分布于中国大陆的广西、广东等地，生长于海拔500米的地区，多生于山地疏密林中，目前尚未由人工引种栽培。

## 别名
三白根（广西靖西）；大白前（广西马山）；绵毛娃儿藤（通称）